# Afera Mayerling
Afera Mayerling je skupno ime za serijo dogodkov, ki so vodili do smrti dveh ljubimcev, takratnega avstro-ogrskega prestolonaslednika princa Rudolfa in baronice Marije Vetsere. Njuni trupli so odkrili v Rudolfovi lovski loži Mayerling 30. januarja 1889.
Kar je bilo na prvi pogled zgolj umor in nato samomor neuravnovešenega prestolonaslednika, je kmalu v javnosti preraslo v škandal, saj je imel dogodek tudi politične posledice (Rudolf je bil edini sin cesarja Franca Jožefa I.), nespretni poskusi prikrivanja resnice s strani cesarja in njegovih svetovalcev pa so dodobra omajali ugled rodbine in sprožili številna ugibanja o pravem ozadju dogodka.
Zaradi Rudolfove smrti je postal prestolonaslednik njegov stric Karel Ludvik, ko je ta leta 1896 umrl, pa nadvojvoda Franc Ferdinand. Resnične okoliščine dogodka ostajajo skrivnost še danes.